# Lasar Iossifowitsch Kogan

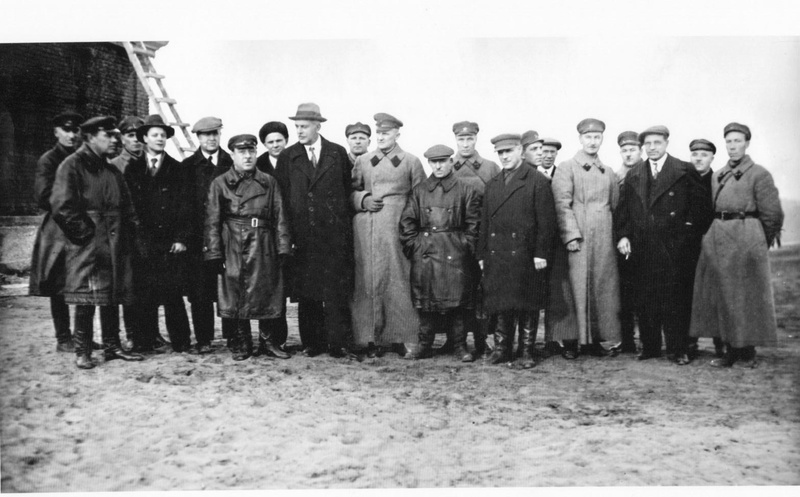
Kommission in der Bauzone des Moskaukanals. Sechster von links ist Lasar Kogan. (vor August 1936)

Lasar Iossifowitsch Kogan (russisch Лазарь Иосифович Коган; * 7. November 1889 in Jelowka, Ujesd Krasnojarsk, Gouvernement Jenisseisk, Sibirien; † 3. März 1939) war ein hochrangiger sowjetischer Funktionär der Geheimpolizei Tscheka bzw. deren Nachfolger GPU und von 1930 bis 1932 Cheforganisator des Lagersystems Gulag.
Kogan wurde als Sohn eines wohlhabenden jüdischen Pelzhändlers in einem kleinen Ort Jalowka in der Mitte Sibiriens (Bezirk Krasnojarsk, Gouvernement Jenisseisk) geboren. Kogan ging ab 1904 in Krasnojarsk zur Schule und beteiligte sich aktiv an den revolutionären Umtrieben von 1905, darunter an einem bewaffneten Aufstand in den Eisenbahnwerkstätten von Krasnojarsk. Er wurde verhaftet und angeklagt, konnte aber nach Deutschland fliehen, wo er ein Polytechnikum besuchte. Dort hielt es ihn nicht lange und er schloss sich Anarcho-Kommunisten in der Ukraine (Gouvernement Cherson) an, mit denen er bewaffnete Raubüberfälle und andere Aktionen beging. 1907 wurde er verhaftet und zum Tode verurteilt, was in lebenslange Zwangsarbeit umgewandelt wurde. Im März 1917 wurde er kam er nach über neun Jahren Haft in der Ukraine frei aufgrund einer Amnestie der Provisorischen Regierung.
1918 wurde er Mitglied der Bolschewiki, wurde noch 1918 Mitglied des Exekutivkomitees des Gouvernements Cherson und Leiter der dortigen Polizeikräfte, war ab 1919 im russischen Bürgerkrieg auf deren Seiten aktiv – zuerst als Soldat, dann als Politkommissar – und wurde 1920 Leiter der Heeresparteischule. Er stieg schnell bei der Geheimpolizei Tscheka (ab 1922 GPU) auf. Kogan diente unter anderem im nördlichen Kaukasus, war stellvertretender Leiter der Truppen und Grenztruppen der GPU und war 1930 bis 1932 Leiter des neu aufgebauten Gulag-Systems und 1932 bis 1936 stellvertretender Leiter. Mit Zwangsarbeitern wurde 1931 bis 1933 der Weißmeer-Ostsee-Kanal gebaut, wobei Kogan eine der Leitungsfunktionen hatte, die Leitung des Zwangsarbeiterlagers Belomostroi für den Bau eines Damms am Weißen Meer. 1935/36 leitete er den Bau des Moskaukanals. Daran waren über 200.000 Gulag-Gefangene beteiligt, viele davon starben dabei.
Als sein Chef Genrich Grigorjewitsch Jagoda, mit dem er sich am Gulagsystem bereichert hatte, von dessen politischen Umtrieben er aber nichts wusste, verhaftet wurde, entkam er zunächst einer Verhaftung, wurde aber herabgestuft ins Kommissariat für die Forstindustrie. Schließlich wurde er am 31. Januar 1938 verhaftet und am 3. März 1939 vom Militärkollegium des Obersten Gerichtshofs der UdSSR zum Tode verurteilt und am gleichen Tag erschossen. 1956 wurde er rehabilitiert.
1933 erhielt Kogan den Leninorden; außerdem wurde er mit dem Rotbannerorden ausgezeichnet.